# Naruna Costa
Naruna Costa (Taboão da Serra, 24 de fevereiro de 1983) é atriz, diretora, cantora e compositora. Desde 2002, é uma das artistas do "Grupo Clariô de Teatro" e do grupo musical "Clarianas".

## Biografia
Nascida e criada no bairro Freitas Júnior, periferia de Taboão da Serra, Naruna, deu os primeiros passos na carreira por meio da União Teatral Taboão (UTT), criada em 1997 e dirigida por Amaury Alvarez, onde atuou em peças como A Torre em Concurso, entre outras. Em 2002, cria com outros artistas o Grupo Clariô de Teatro, grupo referência da militância negra de cultura periférica de SP, e em 2005 é inaugurado o Espaço Clariô Taboão da Serra, da qual Naruna é co-fundadora, local para ensaios e apresentações do grupo e para realização de projetos culturais continuados, abertos à comunidade. Com o grupo, estrelou a peça Hospital da Gente, de Marcelino Freire em 2008, que ficou em cartaz por três anos na sede do grupo e retornou em 2018. Em 2008, se formou pela Escola de Arte Dramática da Universidade de São Paulo (EAD).  Em 2011, o grupo "Clariô" estreou seu segundo espetáculo Urubu Come Carniça e Voa! de Miró da Muribeca, em cartaz por quatro anos. Em 2015, estrearam o terceiro, titulado Severina - Da Morte à Vida, na qual Naruna também dirige.
Naruna Costa também se destaca no cinema nacional, fazendo parte de filmes importantes como Hoje eu Quero Voltar Sozinho, Causa e Efeito, Toro, Mundo Deserto de Almas Negras e Amor em Sampa.
Na TV, Naruna Costa se destacou no seriado Força Tarefa da Rede Globo, na novela  Dance, Dance, Dance da TV Bandeirantes e como apresentadora dos programa Festival de Vídeo Tela Digital da TV Brasil. Em 2018 esteve no elenco da série Rotas do Ódio da Universal Channel.
Em 2016 interpretou a cantora Elza Soares na montagem Garrincha do diretor norte-americano Robert Wilson, no Sesc Pinheiros/SP, em 2017 foi indicada ao Prêmio APCA na categoria Melhor Atriz do ano pelo espetáculo Antígona realizado no Teatro Ágora e em 2018 ganha o Prêmio APCA como Melhor Direção Teatral pelo espetáculo Buraquinhos ou O Vento É Inimigo do Picumã e participa do espetáculo Yebo com grupo Gumboot Dance Brasil.. Em 2019 protagoniza a série da Netflix, Irmandade interpretando Cristina, uma advogada coagida pela polícia a se tornar informante dentro de um grupo criminoso liberado pelo seu irmão, papel de Seu Jorge.

### Música
Naruna é cantora tocadeira e compositora do grupo de pesquisa de musica urbana de raiz popular chamado "Clarianas" junto com Martinha Soares e Naloana Lima que lançaram seu primeiro disco Girandêra, em 2012. O grupo inspira-se em repertório de tradição popular e da periferia e em cantos caboclos de matriz africana, nordestina e indígena. Em 2017, as Clarianas participaram como  backing vocal de 5 faixas do CD Espiral de Ilusão do cantor Criolo. Em 2019, lançaram o segundo CD, titulado Quebra Quebranto: “É um disco para evocar proteção e cura, com canções que convocam, ao mesmo tempo, um chamado para reflexões sobre temas sociais urgentes, e acalanto, esperança e fé na beleza das cantorias populares”, diz as Clarianas.

## Vida Pessoal
Viúva, Naruna Costa, perdeu seu marido e companheiro de teatro, o diretor Mário Pazini Jr. Mário foi quem dirigiu a cena Da Paz (texto de Marcelino Freire, que integra o espetáculo Hospital da Gente do Grupo Clariô).

## Filmografia

### Televisão
| Ano     | Título                            | Personagem         | Nota                                   |
| ------- | --------------------------------- | ------------------ | -------------------------------------- |
| 2005    | Senta que Lá Vem Comédia          |                    | Episódio: "Caiu o Ministério"          |
| 2006    | Telecurso Tec                     | Várias Personagens |                                        |
| 2008    | Dance, Dance, Dance               | Suzy Farias        |                                        |
| 2008    | Profissão Professor               | Professora Mara    |                                        |
| 2008    | Festival Tela Digital             | Apresentadora      |                                        |
| 2009    | Tudo o que É Sólido Pode Derreter | Ci                 | Episódio: "Macunaíma"                  |
| 2010    | Tempos Modernos                   | Dolores Damasceno  |                                        |
| 2011    | Insensato Coração                 | Renata             |                                        |
| 2011    | Força-Tarefa                      | Sargento Lidiane   | Temporada 3                            |
| 2017    | Fanátic@s                         | Inês               |                                        |
| 2018    | Deus Salve o Rei                  | Samara             | Episódios: "7 de fevereiro–8 de março" |
| 2018    | Rotas do Ódio                     | Ana Paula Guerra   |                                        |
| 2018    | A Vida Secreta dos Casais         | Marcela            |                                        |
| 2019-22 | Irmandade                         | Cristina Ferreira  |                                        |
| 2020    | Todas as Mulheres do Mundo        | Pink               |                                        |
| 2021    | Colônia                           | Lúcia              |                                        |
| 2022    | Rota 66 - A Polícia que Mata      | Anabela            |                                        |
| 2022    | Mulheres Fantásticas              | Narradora          | Episódio: "Mae Jemison"                |
| 2022    | Todas as Flores                   | Lila Martínez      |                                        |
| 2023    | No Corre                          | Marli              | Episódio: "Avalia Nois Lá"             |
| 2024    | Sutura                            | Dra. Paula         |                                        |
| 2025    | Beleza Fatal                      | Vivianne Martins   | Episódios: "1-14"                      |

### Cinema
| Ano  | Título                                 | Personagem       | Nota           |
| ---- | -------------------------------------- | ---------------- | -------------- |
| 2007 | O Passado                              | Adelina          |                |
| 2007 | O Magnata                              | Empregada        |                |
| 2007 | Falsa Loura                            | Elisa            |                |
| 2008 | Cigano                                 | Joaquina         | Curta-metragem |
| 2011 | Andaluz                                | Cecília          |                |
| 2014 | Hoje Eu Quero Voltar Sozinho           | Professora Ana   |                |
| 2015 | Causa e Efeito                         | Madalena         |                |
| 2015 | A Boneca e o Silêncio                  | Mãe              | Curta-metragem |
| 2016 | Amor em Sampa                          | Nathalia         |                |
| 2016 | TORO                                   | Alice            |                |
| 2016 | Mundo Deserto de Almas Negras          | Débora           |                |
| 2017 | TOC: Transtornada Obsessiva Compulsiva | Médica           |                |
| 2018 | Coração do Mar                         | Teresa           | Curta-metragem |
| 2018 | Dúdú e o Lápis Cor da Pele             | Marta            | Curta-metragem |
| 2018 | A Moça do Calendário                   | Professora Sônia |                |
| 2018 | Cano Serrado                           | Roberta          |                |
| 2019 | Mare Nostrum                           | Joyce            |                |
| 2021 | Marighella                             | Vera             |                |
| 2021 | Garota da Moto                         | Ribeiro          |                |
| 2023 | Além de Nós                            | Ana              |                |
| 2024 | De Repente, Miss                       | Marina           |                |

## Teatro
como atriz
| Ano  | Título                     | Personagem         | Nota                                  |
| ---- | -------------------------- | ------------------ | ------------------------------------- |
| 1998 | A Torre em Concurso        |                    |                                       |
| 2002 | A Arvore dos Mamulengos    |                    |                                       |
| 2005 | Ricardo III                |                    |                                       |
| 2006 | Desde que o Samba é Samba  |                    |                                       |
| 2006 | A Vida Como Ela É          |                    |                                       |
| 2006 | As Bruxas de Salém         |                    |                                       |
| 2007 | Peso                       |                    |                                       |
| 2007 | Lesão Cerebral             |                    |                                       |
| 2008 | Hospital da Gente          | Várias personagens | Também compositora e diretora musical |
| 2008 | Ato Sem Palavras I         |                    |                                       |
| 2008 | Noites Negras              |                    |                                       |
| 2011 | Urubu Come Carniça e Voa   |                    |                                       |
| 2015 | Severina - Da Morte à Vida | [ 25 ]             | Também diretora                       |
| 2016 | Garrincha                  | Elza Soares        |                                       |
| 2017 | Antígona                   | Antígona           |                                       |
| 2018 | Yebo                       |                    |                                       |
| 2018 | Subterrâneo                | Dançarina          | Também roteirista                     |

como diretora
| Ano  | Título                                     |
| ---- | ------------------------------------------ |
| 2018 | Buraquinhos ou O Vento É Inimigo do Picumã |

como diretora musical
| Ano  | Título  |
| ---- | ------- |
| 2013 | Sangoma |

## Discografia
| Título       | Ano  | Álbum   |
| ------------ | ---- | ------- |
| "Girandeira" | 2011 | Andaluz |

### Álbuns
com o grupo Clarianas
| Álbum            | Detalhes                                                                                        |
| ---------------- | ----------------------------------------------------------------------------------------------- |
| Girandêra        | - Lançamento: 23 de novembro de 2012 - Formatos: CD, download digital - Gravadora: Independente |
| Quebra Quebranto | - Lançamento: 15 de novembro de 2019 - Formatos: CD, download digital - Gravadora: Independente |

### Singles
| Título    | Ano  | Álbum            |
| --------- | ---- | ---------------- |
| "Pedinte" | 2014 | Girandêra        |
| "Casa Sã" | 2019 | Quebra Quebranto |

como artista convidada
| Título                       | Ano  | Álbum                         |
| ---------------------------- | ---- | ----------------------------- |
| "Burca"                      | 2011 | Mulheres Periféricas Cantam   |
| "Dilúvio de Solidão"         | 2017 | Espiral de Ilusão de Criolo   |
| "Nas Águas"                  | 2017 | Espiral de Ilusão de Criolo   |
| "Calçada"                    | 2017 | Espiral de Ilusão de Criolo   |
| "Hora da Decisão"            | 2017 | Espiral de Ilusão de Criolo   |
| "Cria de Favela"             | 2017 | Espiral de Ilusão de Criolo   |
| "Versos da Beira do Córrego" | 2019 | _ (de Fino Du Rap e Ouroechá) |

## Prêmio e indicações
| Ano  | Prêmio                                   | Categoria                                | Trabalho                                   | Resultado |
| ---- | ---------------------------------------- | ---------------------------------------- | ------------------------------------------ | --------- |
| 2008 | Prêmio Funarte Myriam Muniz              | Montagem (com o Grupo Clariô)            | Espaço Clariô                              | Venceu    |
| 2008 | Prêmio da Cooperativa Paulista de Teatro | Melhor Elenco                            | Hospital da Gente                          | Venceu    |
| 2008 | Prêmio da Cooperativa Paulista de Teatro | Grupo Revelação                          | Grupo Clariô                               | Venceu    |
| 2011 | Prêmio CPT                               | Melhor Elenco                            | Urubu Come Carniça e Voa                   | Venceu    |
| 2013 | Prêmio Governador do Estado              | Inclusão Cultural (com o Grupo Clariô)   | Espaço Clariô                              | Venceu    |
| 2017 | Prêmio APCA de Teatro                    | Melhor Atriz                             | Antígona                                   | Indicada  |
| 2018 | Prêmio APCA de Teatro                    | Melhor Direção                           | Buraquinhos ou O Vento É Inimigo do Picumã | Venceu    |
| 2018 | Prêmio Aplauso Brasil                    | Melhor Direção (popular)                 | Buraquinhos ou O Vento É Inimigo do Picumã | Venceu    |
| 2022 | Pena de Prata                            | Melhor Elenco em Minissérie              | Rota 66 - A Polícia que Mata               | Indicada  |
| 2022 | Pena de Prata                            | Melhor Atuação Coadjuvante em Minissérie | Rota 66 - A Polícia que Mata               | Indicada  |
| 2023 | Prêmio APCA de Teatro                    | Melhor Dramaturgia (com o Grupo Clariô)  | Boi Mansinho e a Santa Cruz do Deserto     | Pendente  |
| 2023 | Prêmio Shell - SP                        | Música (direção musical)                 | Boi Mansinho e a Santa Cruz do Deserto     | Pendente  |
| 2024 | Los Angeles Brazilian Film Festival      | Melhor Atriz Coadjuvante                 | Ninguém Sai Vivo Daqui                     | Indicada  |
| 2024 | Prêmio Shell - SP                        | Melhor Direção                           | Parto Pavilhão                             | Pendente  |